# Tarjeta de sonido
Una tarjeta de sonido o placa de sonido es una tarjeta de expansión para computadoras que permite la salida de audio  controlada por un programa informático llamado controlador (driver).
El uso típico de las tarjetas de sonido consiste en hacer, mediante un programa que actúa de mezclador, que las aplicaciones multimedia del componente de audio suenen y puedan ser gestionadas. Estas aplicaciones incluyen composición de audio y en conjunción con la tarjeta gráfica también puede hacerse una edición de vídeo, presentaciones multimedia y entretenimiento (videojuegos). Algunos equipos (como computadoras personales) tienen la tarjeta ya integrada a la placa base, mientras que otros requieren tarjetas de expansión. También hay equipos que por su uso (como por ejemplo servidores) no requieren de dicha función.
Las tarjetas de sonido profesionales son habitualmente conocidas como "interfaces de audio", y a veces tienen la forma de unidades externas montables en rack que usan USB, FireWire o una interfaz óptica, para ofrecer suficiente velocidad de datos. En estos productos el énfasis está, en general, en tener múltiples conectores de entrada y salida, compatibilidad con hardware directo para múltiples canales de sonido de entrada y salida, así como fidelidad y frecuencias de muestreo más altos en comparación con la típica tarjeta de sonido para el gran público. En este sentido, su papel y su propósito es más parecido al de una grabadora de datos multicanal y procesador/mezclador en tiempo real, funciones que solo son posibles hasta cierto punto con las típicas tarjetas de sonido para el consumidor medio. 

## Historia
A partir del año 1982 el ingeniero argentino Oscar Bonello comenzó a estudiar la posibilidad de crear un sistema que reemplace a la cinta magnética grabando digitalmente los datos sobre discos fijos de computadora. Para ello había que basarse en una plataforma de cómputo que fuera fácil de obtener. Y apostó al éxito de la IBM PC/XT que en 1983 ingresó al mercado. Uno de los inconvenientes era que la velocidad de datos que el audio digital de un CD manejaba era imposible de procesarse con computadoras personales. Aún la IBM XT era incapaz de hacerlo. Tampoco era posible almacenar tal cantidad de datos en los discos duros existentes.
Para solucionar estos problemas se debió crear un sistema de compresión de datos, entonces se recurrió a la psicoacústica y a las curvas de enmascaramiento de bandas críticas, efecto conocido desde 1924, 
pero sin aplicación práctica hasta ese momento. Esta innovadora idea fue luego usada en todos los sistemas de compresión creados posteriormente (incluido el MP3, Dolby, AAC+, Aptx, Opus). Bonello y su equipo crearon una placa de audio con compresión de datos que permitió tener una calidad de sonido similar a un CD. De esta manera fue posible manejar una velocidad de datos compatible con las primeras computadoras personales, permitiendo obtener el primer sistema de grabación y reproducción de audio digital en PC.
Se denominó Audicom y a los efectos de dejar constancia de que no se trataba de un prototipo sino de un producto industrial disponible en todo el mundo se publicó una nota en el AES Journal. Este fue el comienzo del reemplazo del grabador de cinta magnética. Este anuncio internacional se realizó para dejar constancia histórica de esta invención, pues Bonello nunca solicitó ninguna patente entendiendo que debía ser un patrimonio de libre disposición en el mundo. Los comentarios acerca de esta invención también fueron publicados en medios de prensa. El sistema Audicom fue oficialmente presentado en Argentina el 27 de junio de 1989 en la Secretaría de Comunicaciones, en Buenos Aires, hoy Palacio Libertad.

## Galería

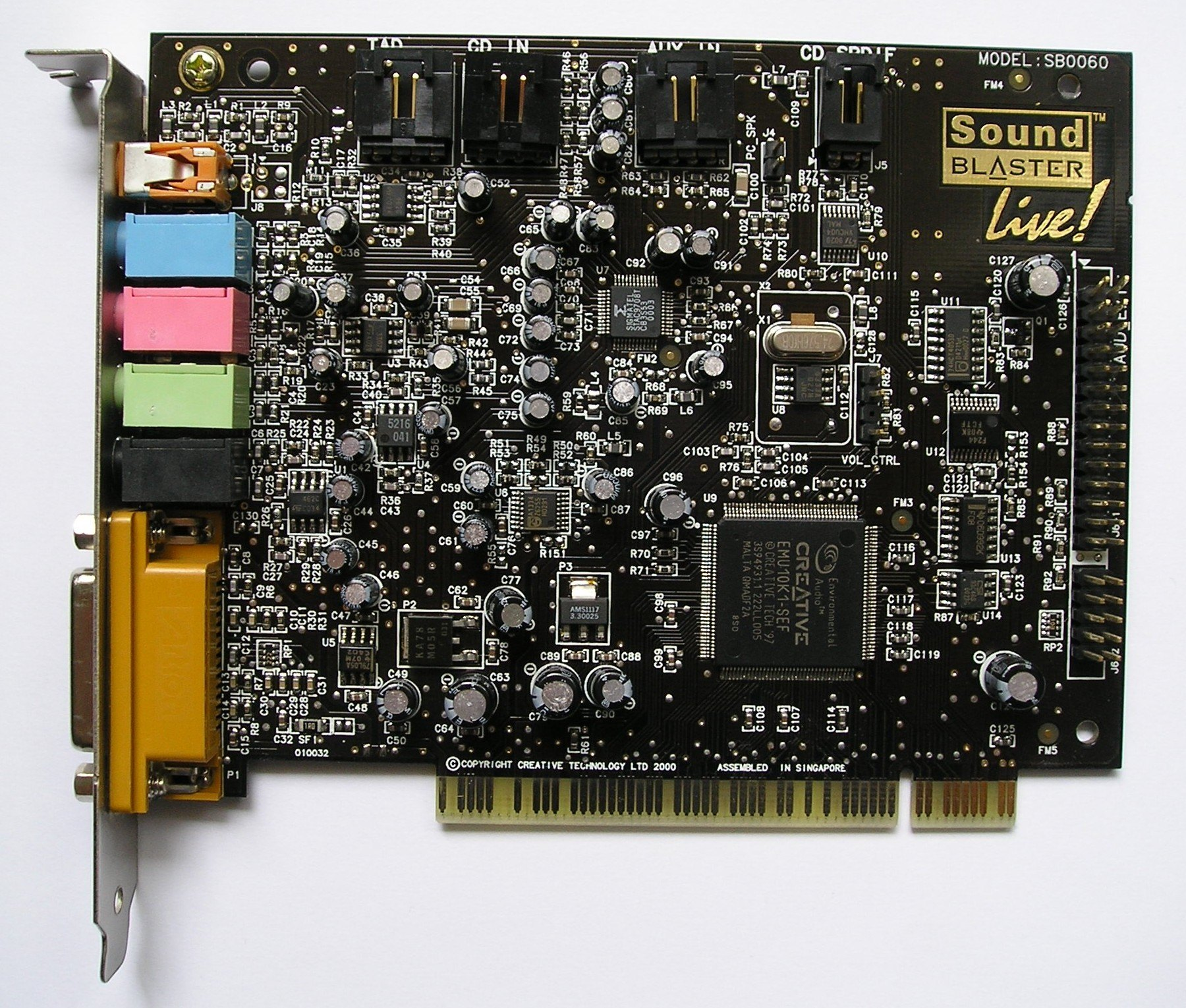
Tarjeta de sonido “Sound Blaster Live! 5.1”.
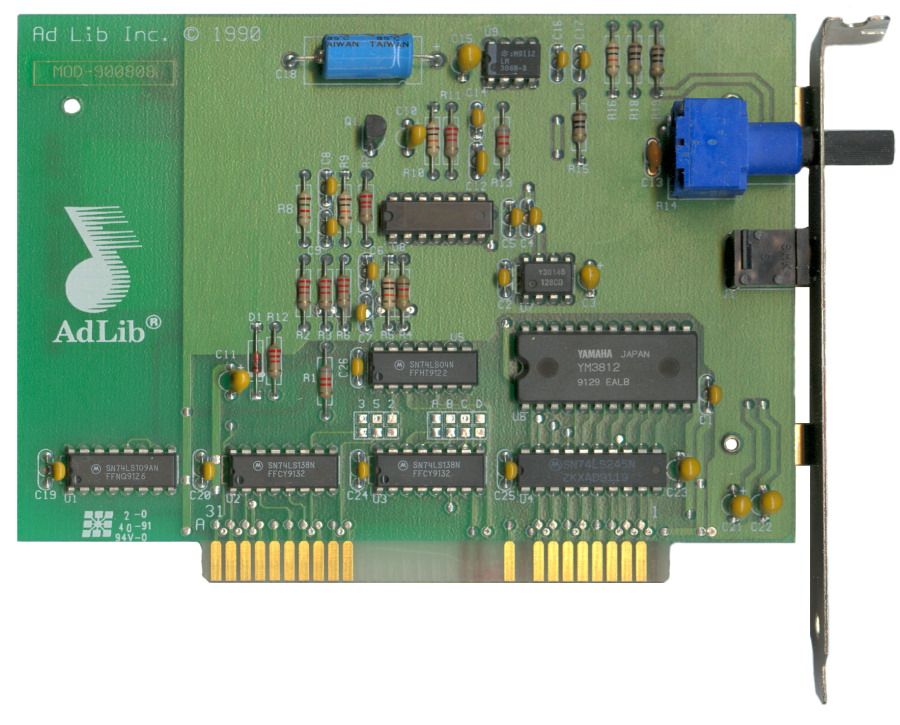
Tarjeta “AdLib Music Synthesizer”, la primera tarjeta de sonido que se hizo popular.
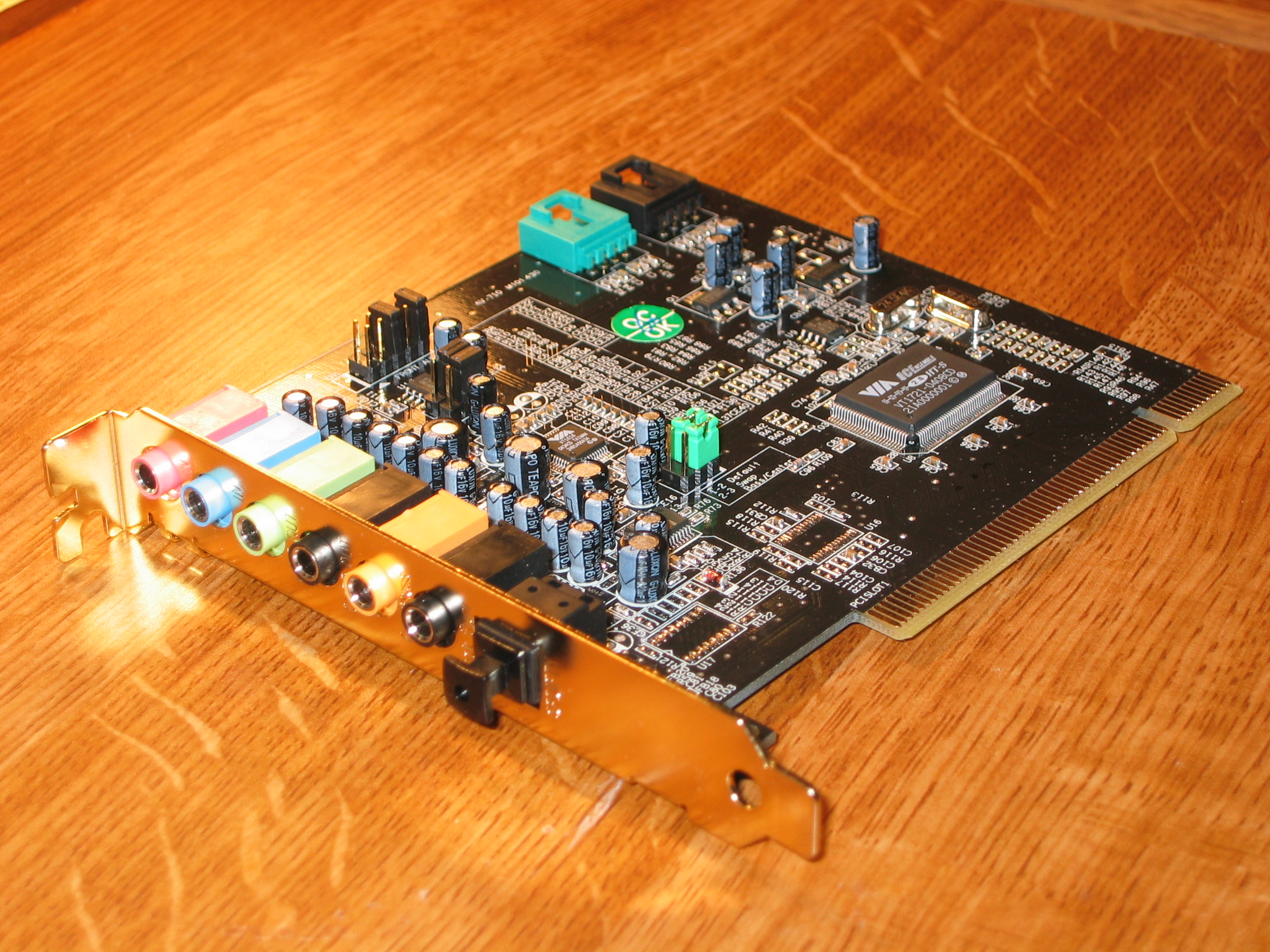
Tarjeta basada en el chipset “VIA Envy”.
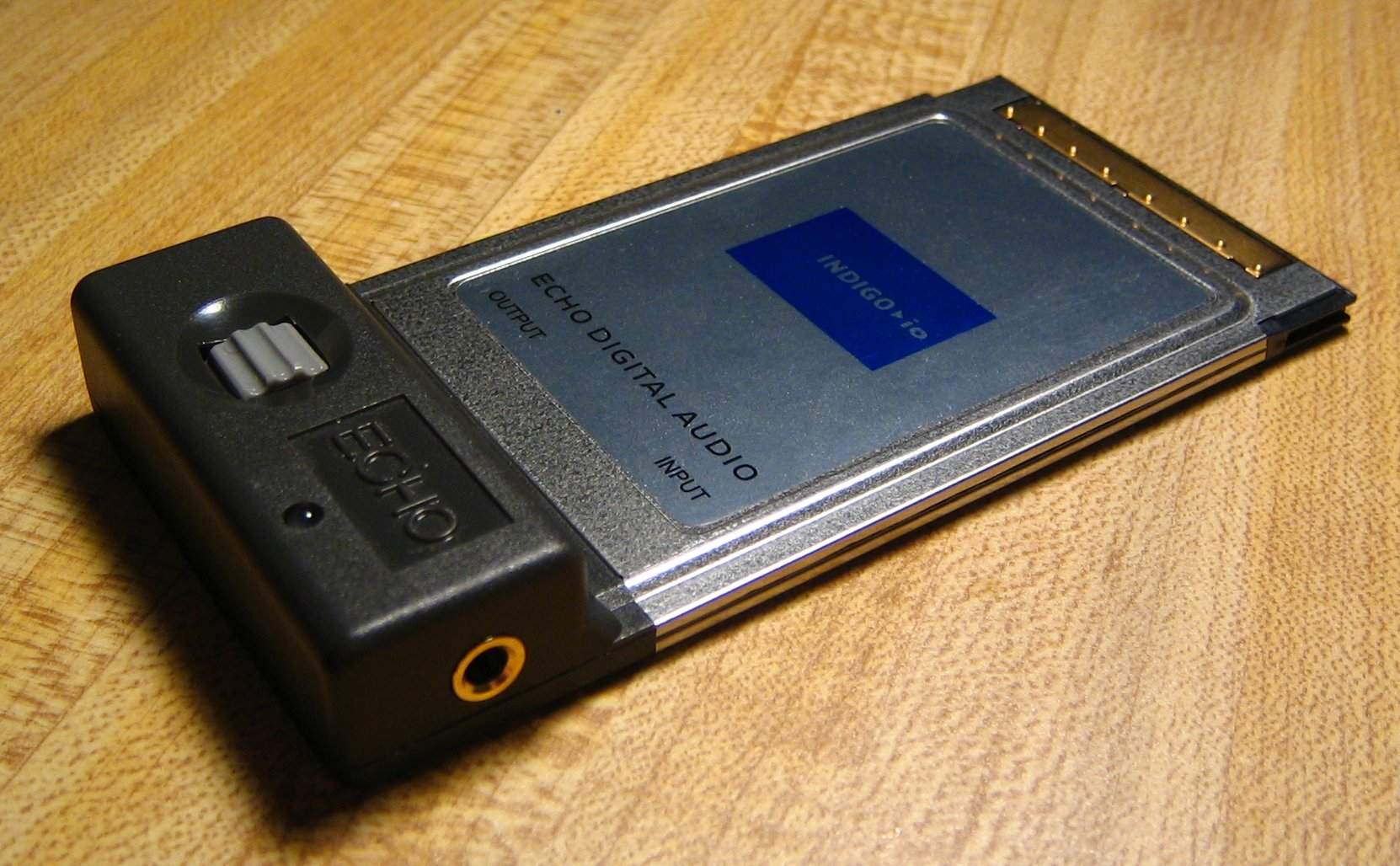
Indigo IO PCMCIA de 24 bits y 96 kHz estéreo fabricada por “Echo Digital Audio Corporation”.